# 카날레몬테라노
카날레몬테라노(이탈리아어: Canale Monterano)는 이탈리아 라치오주 로마현에 위치한 코무네다. 로마로부터 북서쪽 40km 거리에 있다.